# 12384 Luigimartella
12384 Luigimartella è un asteroide della fascia principale. Scoperto nel 1994, presenta un'orbita caratterizzata da un semiasse maggiore pari a 2,9866318 UA e da un'eccentricità di 0,0964761, inclinata di 9,87654° rispetto all'eclittica.